# ابو قوه
بو قوه (به عربی: أبو قوة) یک منطقهٔ مسکونی در بحرین است که در شمالیه (بحرین) واقع شده‌است.